# James Batcheller Sumner
Pour les articles homonymes, voir Sumner.
James Batcheller Sumner (19 novembre 1887 - 12 août 1955) est un chimiste américain, lauréat de la moitié du prix Nobel de chimie de 1946.

## Biographie
Sumner est diplômé de l'université Harvard en 1910. En 1912, il s'inscrit à l'école de médecine de Harvard et obtient son doctorat de biochimie en 1914. Il travaille alors comme professeur adjoint de biochimie à l'école de médecine de l'université Cornell.
À Cornell, Sumner commence à travailler sur les enzymes qu'il cherche à isoler pures, ce qui n'a alors jamais été obtenu. Il s'intéresse plus particulièrement à l'uréase. Pendant de nombreuses années, son travail est sans résultat et beaucoup de ses collègues doutent qu'il puisse parvenir à un but qu'ils estiment impossible. En 1926, il démontre que l'uréase peut être isolée et cristallisée. Il démontre aussi par des méthodes chimiques que son uréase pure est une protéine. Ceci représente la première preuve expérimentale qu'une enzyme est une protéine, question controversée à l'époque.
Il est promu au rang de professeur titulaire en 1929 grâce à ces résultats. En 1937, il réussit à isoler et à cristalliser une deuxième enzyme, la catalase. À l'aide de méthodes semblables, John Howard Northrop de l'Institut Rockefeller obtient de la pepsine à l'état cristallisé en 1929 et d'autres enzymes ensuite. Les travaux de Sumner et de Northrup démontrent de manière irréfutable que la technique que Sumner a découverte pour obtenir des enzymes cristallisées est généralisable, et aussi que les enzymes sont des protéines.
En 1937, il obtient une bourse Guggenheim qui lui permet de passer cinq mois en Suède à travailler avec Theodor Svedberg, lauréat du prix Nobel de chimie en 1926. En 1937 aussi, Sumner est lauréat de la Médaille Scheele. En 1946, il obtient la moitié du prix Nobel de chimie (l'autre moitié a été remise à John Howard Northrop et à Wendell Meredith Stanley) « pour sa découverte que les enzymes peuvent être cristallisées ». Il est élu en 1948 à la National Academy of Sciences (Académie des sciences des États-Unis).
Lors d'un accident de chasse à l'âge de 17 ans, Sumner reçoit un coup de fusil malencontreux de l'un de ses compagnons et son bras gauche doit être amputé juste au-dessous du coude. Il était gaucher avant cet accident, et devra alors apprendre à tout faire avec la main droite.